# Uapaca ambanjensis
Uapaca ambanjensis Leandri, 1957 è un albero endemico del Madagascar, ove è noto con il nome di agnabovahatra. Tradizionalmente attribuita alla famiglia delle Euphorbiaceae (sottofamiglia Phyllanthoideae), è assegnato dalla moderna classificazione APG alle Phyllanthaceae.

## Descrizione
È una specie arborea con fusto che può raggiungere i 25 m di altezza, dai cui rami si dipartono vistose radici aeree colonnari.

Le foglie sono oblunghe od obovate, lunghe 10–20 cm e larghe 2,5-8,5 cm, con apice ottuso.

Il frutto è una drupa ovoidale lunga 25–30 mm.

## Distribuzione e habitat
La specie è diffusa nel Madagascar nord-occidentale, ad altitudini comprese tra 20 e 700 m s.l.m.

## Conservazione
La Lista rossa IUCN classifica Uapaca ambanjensis come specie vulnerabile.
La specie è protetta all'interno della Riserva naturale integrale di Lokobe e della riserva speciale di Manongarivo.